# تام براون (تنیس‌باز)
 تام براون (انگلیسی: Tom Brown؛ زاده ۲۶ سپتامبر ۱۹۲۲ درگذشته ۲۷ اکتبر ۲۰۱۱) یک تنیس‌باز اهل ایالات متحده آمریکا بود.
از فیلم‌ها یا برنامه‌های تلویزیونی که وی در آن نقش داشته است می‌توان به در شیکاگو قدیم اشاره کرد.